# Пришълецът 3
„Пришълецът 3“ (на английски: „Alien 3“) е американски научнофантастичен филм на ужасите на режисьора Дейвид Финчър, продължение на „Пришълецът“ и „Пришълците“. Продължението на сагата Пришълецът добива все по-тъмни окраски в третата част на филма. Режисьорът Дейвид Финчър (Паник стая, Играта, Боен клуб, Седем) създава първия си филм в стил, който по-късно ще проличи в следващите му творби (особено в Седем). Познатите от предишните серии мрачни декори са допълнени от безкрайни тунели, в които Пришълеца се движи безпрепятствено.

## Сюжет
Внимание:  Текстът по-долу разкрива сюжета на произведението (или части от него)!
В дълбините на космоса е пустинната планета Фиорина „Фюри“ 161. На нея се намира затвор с максимална сигурност, собственост на „Weyland-Yutani Corporation“, където се държат опасни мъже престъпници. Някога на територията на затвора е работил металургичен завод, но сега той е затворен. Затворът има атмосфера на манастир, тъй като затворниците безпрекословно изпълняват заповедите на Леонард Дилън, духовен учител, основал определена „християнска религия“. И именно на тази планета, забравена от Бог и хората, внезапно пада спасителната капсула от кораба „Сулако“. (финалната сцена от предната част) 
Затворниците изваждат капсулата от океана и откриват два трупа (ефрейтор Хикс и момичето Нют), останките на андроида Бишоп и живата Хелън Рипли. Освен това капсулата съдържа една от формите на Пришълеца, която се залепва по лицето и отлага ембриона в тялото на гостоприемника. Това извънземно същество тихо влиза в територията на затвора и слага ембриона на Пришълеца в кучето. Докторът на затвора Джонатан Клемънс се грижи за Рипли, а надзирателят Харолд Андрюс информира Компанията, че Хелън Рипли се е появила на Фиорина 161. След като изследва спасителната лодка, Рипли забелязва следи от кисела извънземна кръв и моли за аутопсия на тялото на Нют. Изненаданият Клемънс изпълнява молбата на Рипли, но в тялото на момичето не е намерено нищо. Докторът се опитва да разбере за какво е, но Рипли отговаря на всички въпроси с мълчание.
Телата на Ребека и Хикс се кремират в топилника, докато Пришълецът се излюпва от заразеното куче. Скоро един от затворниците – Мърфи – умира във вентилационната шахта. Извънземното плюе киселина в лицето му и Мърфи пада в остриетата на работещ вентилатор. Тримата затворници са изпратени в мината, където отново са нападнати от Пришълеца. Жив остава само леко лудият затворник Голик, който окончателно губи ума си от видяното. Околните вярват, че той е убил другите затворници, а Голик не спира да разказва на всички за някакъв ужасен дракон.
Междувременно следите от киселата кръв на Пришълеца преследват Рипли и тя открива изхвърлените останки от андроида Бишоп на сметището. Тя го активира и научава, че на борда на спасителната капсула е имало извънземно. Освен това Бишоп информира Рипли, че всички данни от „Сулако“ са били препратени на „Weyland-Yutani Corporation“ и там вече знаят, че може да има Пришълци на Фиорина 161. Рипли разбира, че Голик говори за Пришълеца, и решава да говори с Андрюс за чудовището, но той не ѝ вярва и нарежда тя да бъде поставена под карантина в лазарета. В лазарета тя става неволен свидетел как Клемънс е убит от Пришълеца, който след това се приближава до Рипли, но по неизвестна причина не я наранява и се крие във вентилацията. Рипли се опитва да предупреди Андрюс, който разговаря със затворниците в трапезарията, но точно в този момент Пришълеца изскача от вентилацията на тавана и отвлича Андрюс.
Затворниците са шокирани, тъй като никога не са виждали нещо подобно. Рипли предлага да убият чудовището, но се оказва, че в затвора няма оръжия. Тогава всички решават да примамят извънземното в бункер за съхранение на ядрени отпадъци. По коридорите на затвора се изсипва горима смес, за да изтръгне Пришълеца от вентилацията и да го закара в бункера, но всичко е напразно. Пришълецът, убивайки един затворник, случайно запалва пожар, при който няколко затворници умират. Скоро Рипли започва да страда от странно заболяване. Тя се връща в спасителната капсула, прави си рентгенов преглед и разбира, че вътре в нея се развива извънземен ембрион и то именно на кралица която снася яйца. Сега на Рипли ѝ става ясно защо Пришълецът не я е убил в момента на срещата им.
Рипли моли Дилън да я убие, но той отказва и настоява Рипли първо да им помогне да убият Извънземното. Разкрива се, че представители на „Weyland-Yutani Corporation“ скоро ще пристигнат на Фиорина 161 и Рипли разбира, че представителите на Компанията идват да завладеят както живия Пришълец, така и ембриона, който е в тялото ѝ. Затова тя решава да унищожи чудовището възможно най-скоро и след това да се самоубие. Рипли честно разказва на затворниците своята история и обяснява, че Компанията няма да пощади никой, за да получи Пришълеца. Оцелелите решават да примамят Пришълеца в леярски калъп в топилницата и след това да излеят разтопено олово в него. Това може да се направи, но има само четирима останали живи: затворникът Морс, Ерон, Дилън и самата Рипли. Рипли и Дилън остават в калъпа сами с Пришълеца. Дилън разбира, че един от тях трябва да остане вътре, за да отвлече вниманието на чудовището и решава да се пожертва. Рипли се качва горе, докато Пришълеца се нахвърля върху Дилън. В това време Морс отваря врата към пещта за топене и няколко тона разтопено олово се изсипват върху Пришълеца. Но това не убива чудовището и то изскача. В този момент Рипли включва охладителната система и студена вода се пръска върху извънземното създание, от което Пришълецът буквално избухва от резкия температурен спад и накрая умира.
В този момент Ерон води представители на Компанията в цеха. Техният лидер изглежда като реплика на андроида Бишоп. Той обяснява на шокираната Рипли, че той е просто създателят на този робот. „Бишоп“ обещава на Рипли, че ще извадят ембриона на Пришълеца от тялото ѝ и ще го унищожат, докато самата тя ще бъде спасена. Знаейки, че това е лъжа, Рипли се отдръпва до ръба на платформата и се хвърля в пламтящата пещ. Представители на Компанията напускат пустия затвор, вземайки Морс със себе си. Затворът във Фиорина 161 е затворен, а цялото оборудване ще бъде продадено за скрап.

## В ролите
- Сигорни Уийвър – Елън Рипли
- Чарлс С. Дътън – Леонард Дилън, духовен и фактически лидер на затворниците
- Чарлс Денс – Джонатан Клемънс, доктор и бивш затворник
- Брайън Глоувър – Харолд Андрюс, суперинтендант на затвора
- Ралф Браун – Франсис Арон, помощник на суперинтенданта, с прякор „85“
- Пол Макган – Уолтър Голик, сериен убиец и изгнаник сред затворници
- Дани Уеб – Робърт Морс, затворник
- Кристофър Феърбанк – Томас Мърфи, затворник
- Фил Дейвис – Кевин Дод, затворник
- Винченцо Николи – Алън Джуд, затворник
- Леон Хърбърт – Едуард Богс, затворник
- Кристофър Джон Фийлдс – Даниел Рейнс, затворник
- Найл Бъги – Ерик Бъги, затворник
- Ланс Хенриксен – Бишоп (създателя), служител на компанията „Weyland-Yutani Corporation“
- Майкъл Бийн – ефрейтор Дуейн Хикс (само снимка)
- Кери Хен – Нют (Ребека Джордан)

## Филми от поредицата за „Пришълецът“
- Пришълецът (Alien, 1979)
- Пришълците (Aliens, 1986)
- Пришълецът 3 (Alien 3, 1992)
- Пришълецът: Завръщането (Alien Resurrection, 1997)
- Пришълецът срещу Хищникът (Alien vs. Predator, 2004)
- Пришълците срещу Хищника 2 (Aliens vs. Predator: Requiem, 2007)
- Прометей (Prometheus, 2012)
- Пришълецът: Завет (Alien: Covenant, 2017)
- Пришълецът: Ромул (Alien: Romulus, 2024)

## Филмови сценарии
Сценарият за филма е пренаписван няколко пъти и това може да се превърне в сюжет на отделен филм. Първият сценарист е Уилям Гибсън. След като написва 115 страници текст, Гибсън създава сценарий, в който „Компанията“ трябва да се състезава със „Съюз на прогресивните хора“ (Union of Progressive People). Намекът за СССР и Студената война е очевиден. Сигорни Уийвър много го харесва, но продуцентите – изобщо. Освен това за филма са планирани много мащабни екшън сцени, а бюджетът е ограничен. Поради това през януари 1988 г. Гибсън спешно пренаписва сценария, но нуждата от икономии превръща сюжета във фарс. Например голяма военна база със стотици морски пехотинци и учени се превръща в недовършена поради съкращения на финансирането изследователска станция на „Weyland-Yutani Corporation“ с екипаж от осем учени и без никакви оръжия. Ефрейтор Хикс става единственият военен персонаж, а като оръжие той има трофейна футуристична щурмова пушка AK-104 с пет патрона. Вторият вариант също не подхожда на продуцентите и Гибсън няма време за по-нататъшно пренаписване – започва обявената стачка на сценаристите, поради което цялата работа е прекратена за шест месеца. В края на стачката Гибсън отново е помолен да работи по сценария, но той вече има ангажимент към Carolco Pictures по адаптацията на историята за „Джони Мнемоник“ и така Гибсън напуска проекта завинаги. Единствената идея на Гибсън, която влиза във финалната версия на филма, са татуираните баркодове по вратовете на затворниците. По време на прекъсването Дейвид Гилър и Уолтър Хил търсят режисьор и изборът им пада върху новака Рени Харлин.
Втори сценарист на филма – по препоръка на Харлин – е Ерик Ред, автор на известния филм „Стопаджията“. В работата веднага възникват два проблема. Първо, продуцентите на филма не могат ясно да обяснят на Ред какво точно искат да променят в предишния сценарий, и второ, на Ред са дадени само пет седмици да напише сценария. В резултат на това Ред създава скрипт, който самият автор през 2010 г. честно определя като „пълна шлака“. Филмът показва космическа станция, наречена „Полярна звезда“, където военни планират да опитомят извънземни и да ги използват за военни цели, по-специално за атака над Москва. В сценария на Ред извънземните имат иновация – клетките им могат да асимилират както жива, така и нежива материя и започват да заразяват всичко – от хора до метални предмети. В резултат на атаката на извънземните във ферма във филма трябва да се появят „Пришълци крави“, „Пришълци прасета“ и дори „Пришълци пилета“. Сигорни Уийвър нарича сценария „ужасяващ“ и като цяло отказва да участва в третата част на сагата; продуцентите също не са доволни от сценария и Ерик Ред е уволнен.
Трети сценарист на филма е Дейвид Туи. Тъй като разпадането на СССР и на Варшавския договор е започнало по това време, сценарият на Уилям Гибсън с неговите алюзии за Студената война става напълно ирелевантен и Туи трябва да започне отначало. Филмът е преместен в гигантска затворническа станция „Moloch Island“ близо до Земята, собственост на „Weyland-Yutani Corporation“. Основната задача на тази станция е топене на стомана и изпращането ѝ на Земята. Първоначалният източник на извънземна ДНК трябва да бъде парче кехлибар, което се озовава на „Moloch Island“, след което смелите затворници се бият с размножаващи се чудовища. Скриптът на Туи няма никаква връзка към предишната част. Президентът на студиото „20th Century Fox“ Джо Рот, след като получава сценария на Туи, го нарича добър, но го отхвърля, тъй като Сигорни Уийвър се е съгласила да се върне в ролята на Рипли срещу голям хонорар, процент от хонорарите и предложената длъжност копродуцент. Заради завръщането на Уийвър, Туи започва да пренаписва сценария отново и той е почти готов, когато внезапно получава шокиращата новина, че студиото вече не се нуждае от неговите услуги. Факт е, че през това време продуцентите на филма намират друг кандидат за режисьорския пост – малко познатия новозеландец Винсент Уорд, който предлага коренно нова идея за сценария: преместете действието на малка дървесна планета, разположена в космическото пространство, където ще живее религиозна общност от монаси отшелници, противници на всяка технология. Продуцентите много харесват тази идея и Туи, след като получава хонорара си, коментира уволнението си по следния начин: „Холивуд плаща добре на авторите, но ги третира като лайна за компенсация“.
На новия режисьор на филма Уорд, е назначен помощник – „сценарист №4“ Джон Фасано. В най-кратки срокове те пишат напълно нова история. Събитията в него е трябвало да се случват в гигантски манастир, разположен на дървесната планета Арсеон с диаметър пет мили, която принадлежи на „Компанията“. Планетата е проектирана според средновековните представи за структурата на Вселената – на долните нива (наречени „ад“) има затвор, в центъра на станцията има изкуствено море, а на горните нива (наричани „рай“) има библиотека, манастир и земеделска земя. Манастирът е дом на 350 монаси, които вярват, че живеят в постапокалиптично Средновековие. Пристигането на Арсеон на Рипли и Нют води и Пришълец, който се е скрил на спасителния кораб. Скоро една от овцете е заразена и се ражда хибрид на овца и Пришълец, след което чудовището трябва да започне да ловува обитателите. Освен това в сценария отново се появяват хибридни „Пришълци животни“, като извънземен кон. Според сценария персонажът на Рипли като цяло е пасивен герой и всъщност не влияе по никакъв начин на сюжета. Две трети от филма Рипли седи заключена, вижда странни видения (в които например Пришълецът всъщност я изнасилва) и води философски разговори с русокосия андроид Антони. Освен това Уорд и Фасано свободно се отказват от препратки към предишни филми: в една от сцените Рипли казва, че е оставила дъщеря на Земята, която вече е на 70 години и която „се е превърнала в стара жена, ядосана на нея“, което напълно противоречи на предишния филм „Пришълците“, където Рипли е информирана, че дъщеря й е починала.
Въпреки факта, че самите продуценти са поканили Винсент Уорд да режисира с идеята му за дървена планета, сценарият не им хареса. Всички срокове за началото на снимките са нарушени и следователно, въпреки липсата на последователен сценарий, изграждането на манстирските декори е започнало в лондонското студио Pinewood. Продуцентите Дейвид Гилър и Уолтър Хил се надяват, че през оставащото време до началото на снимките ще имат време да измислят сценария. Те искат от президента на „20th Century Fox“ Джо Рот половин милион долара и наемат следващия, пети поред, сценарист – Лари Фъргюсън. Както при Ерик Ред, продуцентите не могат да му обяснят какво точно трябва да се направи, поради което Фъргюсън само влошава нещата и в крайна сметка е отстранен от работа. Декорът на манастира вече е готов, остават четири седмици до началото на предварителните снимки и все още няма сценарий. Продуцентите искат от Джо Рот още 600 000 долара и сами започват да пренаписват сценария, като решават напълно да изоставят концепцията за манастир. Режисьорът Уорд неохотно се съгласява с промените, които са направени, но след няколко дни научава, че ръководството на студиото тайно се занимава с пренареждания в екипа на филма, и напуска проекта.
Едва когато Дейвид Финчър е назначен за режисьор, Гилър и Хил успяват да финализират цялостната концепция на филма. Решено е да се изоставят „дървесната планета“ и „Пришълците животни“ и да се върнат към темата от сценария на Туи, като манастирът се замени със затвор, а монасите от сценария на Уорд – със затворници. Героите Леонард Дилън и Джонатан Клемънс също са леко преработени герои от сценария на Уорд. Но тъй като всички срокове са нарушени, никой няма време да обясни всички логически несъответствия, които свързват новия филм с предишните части. Продуцентите написват основата за филма с планетата затвор, а самият режисьор Финчър се заема с финализирането на сюжета. Тук започват първите му търкания с продуцентите, в резултат на което Финчър по-късно ще бъде отстранен. За да помогне на Финчър, е поканен шести сценарист – Рекс Пикет, който първоначално трябва да редактира само втората половина на сценария на Джилър и Хил, но в крайна сметка пренаписва почти целия сценарий. Пикет работи по сценария през останалите четири седмици преди началото на снимките и успява да го приведе в повече или по-малко нормална форма, въпреки че през периода от есента до началото на зимата на 1990 г. той пише около десет различни версии на сценария, съдържащ много алтернативни сцени и обрати в сюжета.
Такава луда каша със сценариите създава голям проблем – чии имена да бъдат посочени в надписите като сценаристи и автори на сюжета. Общо осем хора официално се борят за правото да бъдат признати за сценаристи: Дейвид Гилър, Уолтър Хил, Дейвид Финчър, Винсент Уорд, Джон Фазано, Лари Фъргюсън, Дейвид Тухи и Рени Харлин. В резултат на това е решено да се посочат Гилър, Хил и Фъргюсън като създатели на сценария и отделно Уорд – като автор на сюжета.

## Интересни факти
- Този филм бележи режисьорския дебют на Дейвид Финчър.
- Снимките започват на 14 януари 1991 г. в Pinewood Studios в Обединеното кралство, където всички интериорни сцени са заснети на декори. Екстериорът на затвора е заснет в електроцентралите „Блайт“ в Нортъмбърланд. Поради значително превишаване на бюджета, студиото съкращава продължителността на снимките на филма от 93 на 70 дни.
- Две седмици след началото на снимките операторът Алекс Томсън заменя Джордан Краует, който страда от болестта на Паркинсон.
- Фразата на д-р Клеменс за Фюри 161 „… затворническа планета, принадлежаща на Weyland-Yutani Corporation“, е първото споменаване на името на „Компанията“ на глас. Преди това името на „Компанията“ можеше да се види на различно оборудване и компютърни монитори, но героите винаги я наричаха просто „Компанията“.
- Основният декор на леярна отнема 12 седмици за завършване. Повечето „заводски“ декори са изработени от картон.
- На повърхността на планетата може да се види кръст, символизиращ религията, която са приели затворниците. Сценографите създават четири модела на кръста, след което режисьорът Дейвид Финчър избра един от тях.
- Актьорът Майкъл Бийн е изключително разочарован, че неговият герой е „убит“ в третата част. Затова той не позволява на създателите да използват на снимачната площадка манекен на неговия „труп“ с лице, позволявайки само снимка да бъде показана в кадъра.
- Цветът на шрифта и звукът на съобщението на компютъра, който комуникира с центъра от Фиорина 161, са абсолютно същите като на дисплея на главния герой във филма „Робокоп“.
- Вариантът на Пришълец, представен във филма, е Пришълец бегач (Runner Alien).
- Кранът, който повдига спасителната лодка от водата, е построен от различни части на X-Wing от филма „Междузвездни войни“.
- Ротвайлерът (от който се появи Пришълецът) трябвало да бъде обръснат на части от муцуната, за да се покаже къде се вкопчва в кучето Пришълеца.
- Ролята на д-р Клеменс е предложена на Ричард Е. Грант, след това на Гейбриъл Бърн, но в крайна сметка я получава Чарлз Данс.
- Поради постоянно променяния сценарии, $7 милиона са изразходвани на снимачната площадка напразно.
- За да създадат „труп“ на Ребека (Нют), създателите на филма са използвали кукла в реален размер на младата актриса Кари Хен, направена специално за снимките на предишния филм „Пришълците“.
- Близо до края на филма, в сцената, където Рипли и другите обсъждат как да убият Пришълеца, няколко японски йероглифа могат да се видят на стената, които в превод означават „опасна, много висока температура“.
- За снимките във филма всички актьори, включително Сигорни Уийвър, си обръсват главите до голо. Двегодишната дъщеря на Уийвър Шарлот не иска да вижда майка си плешива и затова Уийвър носи перука в свободното си от снимки време.
- Това е единственият филм от поредицата „Пришълците“, който е „номерирано“ продължение.
- Първоначалният бюджет е 45 милиона долара, от които 5,5 милиона личен хонорар на Сигорни Уийвър. Окончателният бюджет на филма обаче е около 60 милиона.
- Актьорът Ланс Хенриксен се съгласява да се снима във филма само в знак на голямо уважение към Уолтър Хил. Е, по-значим аргумент е фактът, че на актьора е платена цялата сума на хонорара в първия снимачен ден в брой.
- Сцената на аутопсията на ефрейтор Хикс и момичето Нют първоначално е много „кървава“, с много отвратителни биологични „подробности“. Във финалната версия тази сцена е значително изрязана, тъй като създателите на филма се опасяват, че филмът може да получи сериозно възрастово ограничение за зрителите – рейтинг NC-17.
- Това е единственият филм от поредицата „Пришълците“, където Рипли не използва никакво оръжие, за да се бие с извънземните.
- Първоначално като Пришълец е използвано истинско куче в специален костюм и грим. Но изглеждало толкова комично, че специалистите по специални ефекти се отказват от тази идея и създават висококачествена кукла.
- В епизода, в който Рипли за кратко „съживява“ унищожения Бишоп, било планирано прикритият Ланс Хенриксен да повтори ролята си. Но в крайна сметка тази идея е изоставена и ролята на андроида е „изиграна“ от манекен.
- Това е първият филм, в който извънземното се споменава като „Пришълец“ през цялото действие. В първата част на филмовата сага името „Пришълецът“ се споменава веднъж: Рипли пита бордовия компютър защо заместник-капитанът по науката не може да неутрализира извънземното – думата „Пришълец“ (на английски „Alien“) се чете на екрана.
- За да създадат някои от „отвратителните“ звуци („кръшкане“ и „бълбукане“), които придружават Пришълеца, звуковите инженери използват животински субстанции, които след това преместват на ръка до микрофоните.
- За да замени Стенли Уинстън, който първоначално трябвало да отговаря за специалните ефекти във филма, са наети Том Удроф и Алек Гилс от „Amalgamated Dynamics“. Извънземните в близък план са заснети с помощта на актьор, като самият Удроф играе Пришълеца в специален гумен костюм. Останалите сцени на извънземните са заснети с помощта на кукла, която се контролира от пръчки.
- Дейвид Финчър иска извънземният във филма му да изглежда като пума, така че Ханс Гигър нарисува няколко версии на „новия“ извънземен. Чудовището имало по-дълги и тънки крака, без „израстъци“ около гръбначния стълб, а вместо вторични челюсти имало остър и дълъг „език“. Тази идея не намира подкрепа сред продуцентите на филма и затова Пришълецът във финалната версия изглежда като „класическия“ образ.
- Това е единственият филм във филмовата сага, който няма постоянен герой андроид. Това са Аш в първата част, Бишоп във втората част и Кол в четвъртата част.
- Духовният водач на затворниците Дилън саркастично нарича Морс „човек, който сключи пакт с Бог, за да живее вечно“. И Морс наистина се оказва единственият оцелял затворник.
- Поради постоянни конфликти между продуцентите на филма и режисьора Дейвид Финчър, в снимачния процес е направено значително прекъсване. До момента на новите снимки в Лос Анджелис косата на Сигорни Уийвър вече е пораснала и тя се казва на продуцентите, че ако трябва да подстриже косата си отново, ще ѝ бъде изплатен бонус от 40 000 долара. Продуцентите на филма решават да спестят пари и наемат гримьора Грег Канъм да създаде перука. Това струва на създателите на филма 16 000 долара.
- Актьорът Ралф Браун разкрива в своя блог през 2016 г., че в оригиналния сценарий неговият герой Арон е трябвало да оцелее. Създателите на филма все пак „убиват“ героя му, като краят на живота му е пренаписан няколко пъти в сценария. Първоначално Арон трябвало да бъде изяден от Пришълецът, след това е решено, че той ще попадне в разтопеното олово. В крайна сметка той „просто е застрелян“ с картечница.

## Разлики между режисьорската и финалната версия на филма
Тъй като след края на снимките режисьорът Финчър всъщност е отстранен от създаването на филма, продуцентите поемат монтажа, поради което монтажът на филма продължава около година. Продуцентите се опитват преди всичко да сведат до минимум дължината на филма, което да им позволи да имат възможно най-много прожекции на филма и да получат колкото се може повече пари за покриване на разходите. В резултат на това финалната версия на филма е с почти 40 минути по-кратка от тази на режисьора.
- В окончателната версия Рипли е намерена в спасителна капсула и се вижда, че е жива и диша. В режисьорската версия д-р Клемънс открива тялото на Рипли край океана и я отвежда в лазарета.
- В окончателната версия докладът на Андрюс за мъртвите е показан на фона на мъртвите им тела (в същото време са показани техните снимки). В режисьорската репортажът се показва на компютърния екран на Андрюс и няма снимки.
- В окончателната версия счупен космически кораб се изважда от водата с помощта на кран. В режисьорския космическият кораб е извлечен на брега с помощта на бикове, а след това затворниците изнасят чували от кораба с телата на мъртвите.
- В окончателната версия Извънземното се появява от тялото на кучето. В режисьорската версия чудовището излиза от тялото на бик.
- В окончателната версия Рипли казва на Дилън, че в нея има извънземно. В режисьорската версия Рипли добавя, че е заразена именно с „Кралицата“, че е изключително опасна и че Пришълецът няма да я докосне.
- В окончателната версия Рипли пада в разтопеното олово и по време на падането Кралицата се отделя от тялото ѝ, а тя я притиска към себе си. В режисьорската версия Кралицата не излиза от тялото на Рипли.

## Сцени, които не са включени във финалната версия на филма
- Дилън казва молитва, преди Андрюс да започне да разказва на затворниците за инцидента с лодката.
- Когато д-р Клемънс отвежда Рипли в моргата, той я пита дали Нют е нейна дъщеря.
- Андрюс казва на Клемънс, че ако затворът нямаше нужда от лекар, той отдавна щеше да го е изгонил. След това той го упреква, че има връзка с Рипли, защото тя му се струва подозрителна.
- Затворническият готвач намира Голик в трапезарията целият в кръв и в лудо състояние. По-късно готвачът, Андрюс, Арън и Дилън връзват Голик.
- След като Рипли избягва от лазарета (след като е убит Клеменс), Голик прошепва „Великолепно“, визирайки Пришълеца.
- Ерон и Рипли обмислят дали спасителният екип ще убие натрапника или ще се опита да го залови. Те изпращат молба до „Weyland-Yutani Corporation“ за разрешение да унищожат сами Пришълеца, в отговор идва категоричен отказ.
- Дилън моли затворниците да се съберат в главната зала, защото има само един проход и няма въздуховоди.

## Изтрити сцени от филма
- Кадър, показващ рентгенова снимка на лицето на Рипли, на която личи, че хоботът на Пришълеца е минал през гърлото ѝ. Затова Рипли постоянно кашля.
- Затворникът Франк, след като намира тялото на ефрейтор Хикс и останките на Бишоп, след това с ужас открива, че Нют е била в съзнание, когато се е удавила в спасителната капсула.
- В сцената на погребението, след като Дилън казва молитвата си, Рипли усеща сърбеж по главата си и открива, че вече има въшки в косата си.
- В сцената, в която Клемънс разказва на Рипли историята на затвора, зад кадър звучи малък диалог на Дилън със затворник.
- Рипли и Клемънс правят секс.
- След като Пришълецът убива Богс, Голик вижда чудовището на фона на пламъците. Затова Голик нарича Пришълеца „дракон“.
- Преди да включи дюзата за вода, Рипли, гледайки Извънземното, казва: „За последен път“.
- Преди „Бишоп №2“ и неговият екипаж да влязат в цеха, Рипли се срутва на пода, тъй като започва да страда от гадене и болка в гърдите. Морс й помага да стане.

## Специално издание на DVD
Специалното DVD издание на Пришълецът 3 е с продължителност 30 минути повече от кино версията. 9-те диска на четирилогията – Alien Quadrilogy са пуснати на [[щщпазара през 2003 година и са дигитално обработени със съвършен звук и картина. Почти 3/4 от сцените в тази версия (footage) не са показвани през 1992. Режисьорът Дейвид Финчър разрешава на „20th Century Fox“ да удължи филма за DVD изданието.